# Pearl Harbor (filme)
Pearl Harbor (bra/prt: Pearl Harbor) é um filme de drama e guerra americano de 2001, produzido por Jerry Bruckheimer, dirigido por Michael Bay e distribuído pela Touchstone e Buena Vista. O filme apresenta uma versão fortemente ficcional do ataque japonês a Pearl Harbor em 7 de dezembro de 1941, com foco em uma história de amor ambientada em meio à preparação para o ataque, suas consequências e o Ataque Doolittle.
Foi lançado no Memorial Day de 2001, feriado norte-americano para lembrar aqueles que morreram em serviço militar por seu país.

## Sinopse
A trama é baseada na vida de dois ousados pilotos do Tennessee que se conheciam desde a infância, Rafe McCawley e Danny Walker, eles vão brincar com o avião do pai do Rafe sem serem instruídos e depois aparece o sr.Walker e bate no Danny e pega-o a força e Rafe furioso, bate com o tronco na cabeça do pai do Danny e depois o sr. Walker vai tentar acabar com Rafe e Danny controla-o e diz (Papai não), e depois o Rafe Insulta o pai do Danny e o pai do Danny respondeu a Rafe que ele combateu os Alemães na França e depois ele retira-se e Danny agradece a Rafe e vai atrás do pai dele.
Ambos se alistam na marinha e treinam como pilotos de caça, e conhecem a bonita e dedicada enfermeira Evelyn (Kate Beckinsale). Rafe e Evelyn iniciam um romance.
Com a guerra na Europa, Rafe se voluntaria para lutar juntamente com a Royal Air Force na Batalha da Inglaterra para defender o Reino Unido da Luftwaffe, insistindo para que seu amigo Danny ficasse nos Estados Unidos, cuidando de sua amada Evelyn.
Tanto Evelyn como Danny são transferidos para o Havaí, um lugar distante da guerra, com aparência paradisíaca. Evelyn recebe a notícia de que o avião de Rafe foi abatido, e por não haver mais notícias, ele foi considerado morto em combate.
Após algum tempo, Evelyn e Danny inciam um romance, e surpreendentemente Rafe reaparece. Ele sobrevivera à queda, sendo resgatado por um barco francês e não pode enviar notícias.
Rafe e Danny brigam em um bar, e acordam no dia seguinte com o início do ataque a Pearl Harbor. Com muita dificuldade, conseguem subir em seus aviões, e abatem sete aviões japoneses.
Os três voltam para os Estados Unidos, e tanto Rafe como Danny são convocados para um treino secreto, no que seria o Ataque Doolittle.
Antes de partirem para o ataque secreto, Evelyn confidencia à Rafe que está grávida de Danny. Com dificuldades, a incursão completa seus objetivos, e os aviões têm um pouso forçado na China ocupada, com falta de combustível e sem pista de aterrissagem. Danny é preso e morto pelas tropas japonesas, e apenas Rafe volta com vida. Evelyn e Rafe casam, e dão o nome de Danny para o filho que ela estava esperando.

## Elenco
- Ben Affleck como Rafe McCawley
- Josh Hartnett como Danny Walker
- Kate Beckinsale como Evelyn Johnson
- Jennifer Garner como enfermeira Sandra
- Cuba Gooding Jr. como Dorie Miller
- Jon Voight como Franklin Delano Roosevelt
- Alec Baldwin como Tenente-Coronel James Doolittle
- Tom Sizemore como Earl Sistern
- William Lee Scott como Billy Thompson
- Greg Zola como Anthony Fusco
- Dan Aykroyd como capitão Harold Thurman
- Ewen Bremner como tenente Red Winkle
- Jaime King como Betty Bayer
- Catherine Kellner como enfermeira Barbara
- Colm Feore como Almirante Husband E. Kimmel
- Michael Shannon como Primeiro Tenente Gooz Madeira
- Matt Davis como Joe
- Cary-Hiroyuki Tagawa como Kaigun Chusa (comandante) Minoru Genda
- Scott Wilson como general George Marshall
- Graham Beckel como Almirante Chester W. Nimitz
- Tom Everett como Secretário da Marinha Frank Knox
- Tomas Arana como contra-almirante Frank J. 'Jack' Fletcher
- Peter Firth como capitão Mervyn S. Bennion
- Glenn Morshower como o vice-almirante William F. 'Bull' Halsey Jr.
- Madison Mason como Almirante Raymond A. Spruance
- Sara Rue como enfermeira Martha
- Reiley McClendon como Danny criança
- Jesse James como Rafe criança
- Kim Coates como o tenente Jack Richards
- Michael Shamus Wiles como capitão Marc Andrew "Pete" Mitscher
- William Fichtner como  Sr. Walker (pai de Danny)
- Steve Rankin como  Sr. McCawley (pai de Rafe)
- Andrew Bryniarski como  Joe Boxer
- Leland Orser como Major Jackson
- Michael Milhoan como Comandante do Exército
- Eric Christian Olsen como artilheiro ao capitão McCawley
- David Kaufman como jovem médico nervoso
- Brandon Lozano como Baby Danny (filho de Danny)

## Recepção
Apesar de um sucesso de bilheteria, o filme recebeu majoritariamente críticas negativas dos analistas. Atualmente tem um índice de aprovação de 25% no site Rotten Tomatoes, fazendo deste o quarto filme mais mal avaliado de Michael Bay, junto com Transformers: Age of Extinction, Transformers: Revenge of the Fallen e Bad Boys II. O filme recebeu elogios no aspecto técnico, como os efeitos especiais, mas foi criticado pelo roteiro, direção e atuação.

## Imprecisões históricas

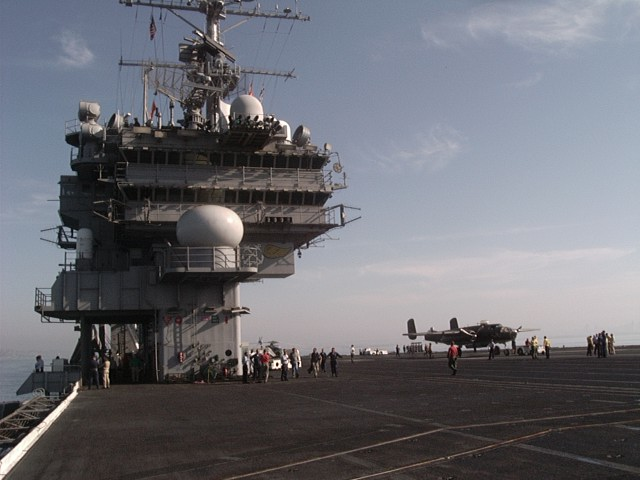
Aeronaves B-25J abordo do USS Constellation, um porta-aviões da Classe Kitty Hawk, para as filmagens do filme representando o Ataque Doolittle.

Como muitos dramas históricos, Pearl Harbor provocou debates sobre licença artística tomada por seus produtores e diretor. A National Geographic produziu um documentário chamado Beyond the Movie: Pearl Harbor detalhando algumas das maneiras pelas quais "o corte final do filme não refletiu todos os fatos do ataque ou representou [os eventos] com precisão". Este filme frequentemente entra em listas das produções cinematográficas sobre guerra mais imprecisas e falsas da história do cinema.
Muitos sobreviventes do Ataque a Pearl Harbor criticaram o filme como grosseiramente impreciso e puro "Hollywood". Em uma entrevista feita por Frank Wetta, o produtor Jerry Bruckheimer foi citado dizendo: "Nós tentamos ser precisos, mas certamente não é para ser uma aula de história". A crítica do historiador Lawrence Suid é particularmente detalhada quanto às principais deturpações factuais do filme e o impacto negativo que elas têm mesmo em um filme de entretenimento, pois ele observa que "o próprio nome do filme implica que o público estará testemunhando um evento histórico, com precisão prestados".
A inclusão do personagem de Affleck no Esquadrão Águia é um dos primeiros exemplos de um aspecto impreciso do filme, uma vez que os aviadores americanos em serviço ativo foram proibidos de ingressar no esquadrão, embora alguns civis americanos tenham se juntado à RAF. A Batalha da Grã-Bretanha já havia terminado em outubro de 1940, enquanto no filme ela ainda está acontecendo no início de 1941, com combates aéreos no Canal da Mancha. Nenhum membro dos Eagle Squadrons viu ação na Europa antes de 1941.
Durante a representação do ataque em si contra Pearl Harbor, uma das cenas do filme mostra aeronaves japonesas atacando a equipe médica e o hospital da base. Embora este prédio tenha sido danificado no ataque, os japoneses não atacaram deliberadamente o hospital naval dos Estados Unidos e apenas um único membro de sua equipe médica foi morto quando cruzou o estaleiro da Marinha para se apresentar ao serviço.
Os críticos que não gostaram do filme criticaram o uso de substitutos fictícios para pessoas reais, declarando que Pearl Harbor era "um abuso de licença artística". Os papéis que os dois protagonistas masculinos têm na sequência do ataque são análogos aos feitos históricos reais dos segundo-tenentes George Welch e Kenneth M. Taylor, veteranos da Forças Aéreas do Exército dos Estados Unidos, que decolaram em seus caças P-40 Warhawk durante o ataque japonês e juntos abateram pelo menos seis aeronaves inimigas. Taylor, que faleceu em 2006, disse que o filme "era uma porcaria... sensacionalista e distorcida."
As críticas mais duras foram direcionadas a instâncias do filme em que eventos históricos reais foram alterados para fins dramáticos. Por exemplo, o almirante Kimmel não recebeu o relatório de que um submarino-anão japonês estava sendo atacado até depois que as bombas começaram a cair e não recebeu a primeira notificação oficial do ataque até várias horas após o término do ataque.
Outras imprecisões na cena do ataque se centravam em prédios na configuração errada, navios modernos representando antigos (como quatro contratorpedeiros da Classe Spruance que só entraram em ação em 1972), marcas de cigarro e outros produtos que só seriam lançados comercialmente décadas depois e ainda uma cena que teoricamente se passa em 1941 mas mostra tanques M26 Pershing americanos (que só foram lançados em 1945) se passando como alemães.
O planejamento do Ataque Doolittle, a investida em si e as consequências do ataque mostradas no filme são considerados uma das partes historicamente mais imprecisas do filme. Em Pearl Harbor, Jimmy Doolittle e o resto dos seus comandados aparecem decolando do USS Hornet a cerca de 1004,23 km da costa japonesa após serem descobertos por barcos patrulha japoneses. Na realidade, os combatentes de Doolittle se lançaram a 1046,07 km (ou 650 milhas) da costa do Japão após serem descobertos por apenas um navio japonês. No filme, se passa a ideia de que o ataque foi uma imensa retaliação por Pearl Harbor, como um eficiente bombardeio contra Tóquio, com as bombas explodindo prédios inteiros. Embora na vida real Tóquio realmente tenha sido atingida, outras três cidades industriais também foram atacadas e o dano dos bombardeios foi mínimo (o objetivo do ataque não era retaliar Pearl Harbor, mas sim mandar uma mensagem para os japoneses sobre a capacidade americana). Antes do ataque, um quadro-negro contendo planos para o ataque reflete com precisão outras cidades de destino, mas isso é obscurecido e nunca discutido no diálogo do filme. O mesmo quadro-negro contém ainda principalmente os nomes reais dos comandados de Doolittle em todas as aeronaves, exceto a 6ª e a 9ª, onde os nomes fictícios dos dois personagens principais são substituídos. O filme mostra os aviadores de Doolittle na China superando os soldados japoneses em um curto tiroteio com a ajuda de um B-25, o que nunca aconteceu na vida real.

## Principais prêmios e indicações
- Três indicações ao MTV Movie Awards: Melhor ator (Josh Hartnett), Melhor atriz (Kate Beckinsale) e Melhor seqüência de ação.
- Duas indicações ao Globo de Ouro: Melhor trilha sonora e Melhor canção original (There you'll be, por Faith Hill).
- Quatro indicações ao Oscar: Melhor edição de som, Melhores efeitos especiais, Melhor mixagem de som e Melhor canção Original (There You'll Be). Recebeu prêmio pela melhor edição de som.
- Seis indicações ao Golden Raspberry Award: Pior Ator (Ben Affleck), Pior Casal (Josh Hartnett e Kate Beckinsale), Pior Roteiro (Randall Wallace), Pior Filme, Pior Diretor (Michael Bay) e Pior Remake ou Continuação.